# Eugenijus Jovaiša
Eugenijus Jovaiša (* 24. April 1950 in Klaipėda) ist ein litauischer Archäologe, Politiker und Mitglied der Lietuvos mokslų akademija.

## Leben
Nach dem Abitur an der 21. Mittelschule Vilnius in Vilkpėdė absolvierte Eugenijus Jovaiša von 1968 bis 1973 das Diplomstudium der Geschichte an der Vilniaus universitetas. 1988 promovierte er zum Kandidaten der Wiss. Ab 1989 lehrte er als Dozent, ab 2008 als Professor der Archäologie in Vilnius.
Ab 1977 lehrte er am Vilniaus pedagoginis institutas, von 1991 bis 1993 Prorektor. Seit November 2016 ist er Seimas-Mitglied.
Er ist Träger des litauischen Wissenschaftspreises.
2003 bekam der den Gediminas-Orden (Karininko kryžius).
Seit 2014 ist er Ehrenbürger von Tauragė.

## Familie
Mit seiner Frau Audronė hat er den Sohn Marius Jovaiša (* 1973), Fotograf, und die Tochter Indrė (* 1977).

## Veröffentlichungen
- Lietuvos TSR archeologijos paminklai ir apsauga, mit Juozas Markelevičius, 1976 m.
- Žvilgsnis į „Aukso amžių“: baltai pirmaisiais amžiais po Kristaus, skaitmeninė knyga, 1998 m.
- Lietuva iki Mindaugo, 1999, skaitmeninė knyga (redaktorius, sudarytojas, vienas autorių).
- Lietuva iki Mindaugo, 2003, poligrafinis leidinys (redaktorius, sudarytojas, vienas autorių).
- Gimtoji istorija. Nuo 7 iki 12 klasės, skaitmeninė knyga, 2002 m., 1 leid.
- Gimtoji istorija. Nuo 7 iki 12 klasės, skaitmeninė knyga, 2003 m., 2 leid.
- Gimtoji istorija. Nuo 7 iki 12 klasės, skaitmeninė knyga, 2002 m., 3 leid.
- Atstatykime Lietuvos valdovų rūmus, skaitmeninė knyga, 2003 m.
- Įdomioji Lietuvos istorija: Lietuvos valstybingumo istorija nuo seniausių laikų iki mūsų dienų, skaitmeninė knyga, 2004 m. (projekto vadovas, vienas autorių ir sudarytojas).
- Įdomioji Lietuvos istorija: Lietuvos meno istorija nuo seniausių laikų iki mūsų dienų, skaitmeninė knyga, 2005 m. (projekto vadovas, vienas autorių ir sudarytojas).
- Įdomioji Lietuvos istorija: Lietuvos visuomenės istorija nuo seniausių laikų iki mūsų dienų, skaitmeninė knyga, 2006 m. (projekto vadovas, vienas autorių ir sudarytojas).
- Įdomioji Lietuvos istorija: Lietuvos valstybingumo, meno ir visuomenės istorija istorija nuo seniausių laikų iki mūsų dienų (trilogija), skaitmeninė knyga, 2007 m. (projekto vadovas, vienas autorių ir sudarytojas).
- Lietuva 1009-2009 m., skatmeninė knyga, 2009 (projekto vadovas, vienas autorių ir sudarytojas).
- Aisčiai. I knyga. Kilmė, Vilnius: Edukologija, 2012 (poligrafinė knyga).
- Aisčiai. I knyga. Kilmė, Vilnius: Elektroninės leidybos namai, 2012 (skaitmeninė knyga).
- Aisčiai. I knyga. Kilmė, Vilnius: Edukologija, 2012 (poligrafinė knyga).
- Aisčiai. I knyga. Kilmė, Vilnius: Edukologija, 2012 (poligrafinė knyga).
- Aisčiai II knyga. Raida, Vilnius: Lietuvos edukologijos universiteto leidykla, 2014.
- Aisčiai. Lietuvių ir Lietuvos pradžia, Vilnius: Lietuvos edukologijos universiteto leidykla, 2016.